# Dypsis hovomantsina
Dypsis hovomantsina är en enhjärtbladig växtart som beskrevs av Henk Jaap Beentje. Dypsis hovomantsina ingår i släktet Dypsis och familjen Arecaceae. IUCN kategoriserar arten globalt som akut hotad. Inga underarter finns listade i Catalogue of Life.